# Siniša Glavašević
Siniša Glavašević (* 4. November 1960 in Vukovar; † 20. November 1991 ebenda) war ein jugoslawischer Journalist kroatischer Abstammung, der während des Kroatienkrieges für den kroatischen Rundfunk HRT als Kriegsberichterstatter tätig war. Während der Schlacht um Vukovar berichtete er für den örtlichen Radiosender. Seine Berichte und Gedanken in Prosaform, die er unmittelbar vor der Eroberung Vukovars per Fax aus der belagerten Stadt sandte, haben in Kroatien einen kanonischen Stellenwert. Glavašević wurde beim Massaker von Vukovar von serbischen Freischärlern ermordet.

## Leben
Glavašević schloss in seiner Heimatstadt Vukovar die Schule bis zur Hochschulreife ab. Danach studierte er vergleichende Literaturwissenschaften und Bibliothekswesen an der Philosophischen Fakultät der Universität Sarajevo. Nach dem Diplomabschluss arbeitete er als Lehrer in Lovas und Borovo Naselje.
Bei Radio Vukovar bzw. dem 1990 im Zuge der Unabhängigkeitsbestrebungen Kroatiens neu gegründeten kroatischen Rundfunk HRT war er erst als Sprecher, dann als Redakteur beschäftigt. Als 1991 der Kroatienkrieg ausbrach, war Glavašević auch als Kriegsberichterstatter tätig und berichtete als einer der ersten Journalisten regelmäßig und ausführlich während der Kämpfe um Vukovar. Am 2. Mai 1991 wurden bei Radio Vukovar Personen serbischer Abstammung entlassen und Glavašević wurde, als Mitglied der Partei HDZ des kroatischen Präsidenten Franjo Tuđman, der neue Chef des Radiosenders.
Glavaševićs verzweifelte und zensierte testimonial-appellativen Berichte wurden im Herbst 1991 in den Nachrichtensendungen und anderen Berichten des kroatischen Rundfunks gesendet. Noch am 12. November 1991 gelang es Glavašević, einige Texte seiner Reportagen aus dem eingeschlossenen Vukovar in die kroatische Hauptstadt Zagreb zu faxen. Am 18. November 1991 endete Glavaševićs letzte Radiosendung am 87. Tag der Belagerung mit den Worten „[…] wir laufen an Leichen vorbei, Trümmer, Glassplitter liegen überall herum und es herrscht eine grausame Stille. […] Wir hoffen, dass das Leiden in Vukovar nun beendet ist.“
Nach der Eroberung des schwer zerstörten Vukovar durch die Jugoslawische Volksarmee und serbische Freischärlerverbände wurde Glavašević von Bewaffneten abgeführt und verschwand. Amnesty International bemühte sich darum, sein Schicksal aufzuklären. Sein Leichnam wurde erst 1997 bei der Exhumierung der Opfer des Massakers von Vukovar in einem Massengrab entdeckt. Glavašević war auf dem Gelände des ehemaligen landwirtschaftlichen Betriebes Ovčara (zu Vukovar) von serbischen Freischärlern ermordet worden.

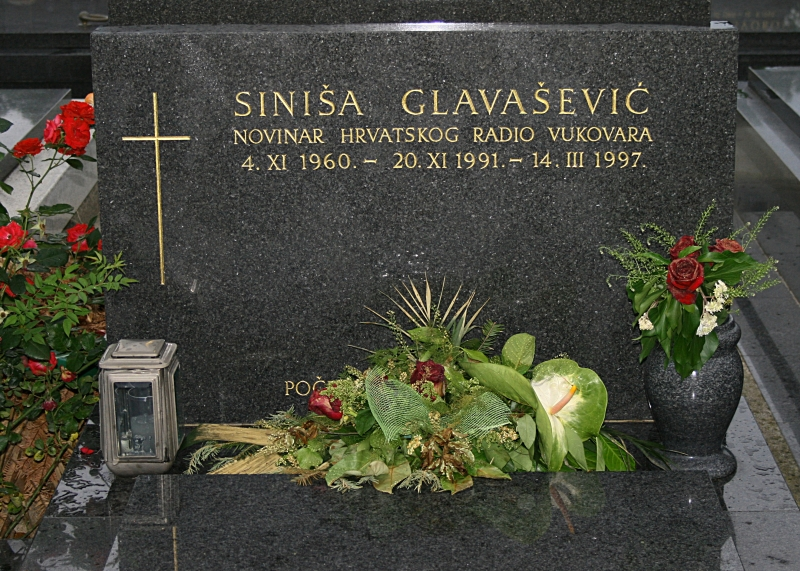
Glavaševićs Grab auf dem Mirogoj-Friedhof in Zagreb (2008)

## Familie
Sein Sohn Bojan Glavašević (* 26. Juli 1984 in Vukovar) ist ein Sprachwissenschaftler, Soziologe und Politiker. Er war von 2016 bis 2020 Abgeordneter des kroatischen Parlaments. Von 2015 bis 2018 gehörte er der Sozialdemokratischen Partei (SDP) an.

## Werke
1992 veröffentlichte der wichtigste kroatische Kulturverband Matica hrvatska eine Sammlung von Reportagen von Siniša Glavašević. Diese Reportagensammlung erschien erstmals 1994 in deutscher und 2011 in englischer Sprache.
- Geschichten aus Vukovar. 5. Auflage. Kleine Schritte, Trier 1998, ISBN 3-923261-44-6 (kroatisch: Priče iz Vukovara. 1992. Reportagensammlung).

## Auszeichnungen (Auswahl)
- Fürst-Domagoj-Orden mit Halsband, 2011 (posthum)